# Alexander Keirincx

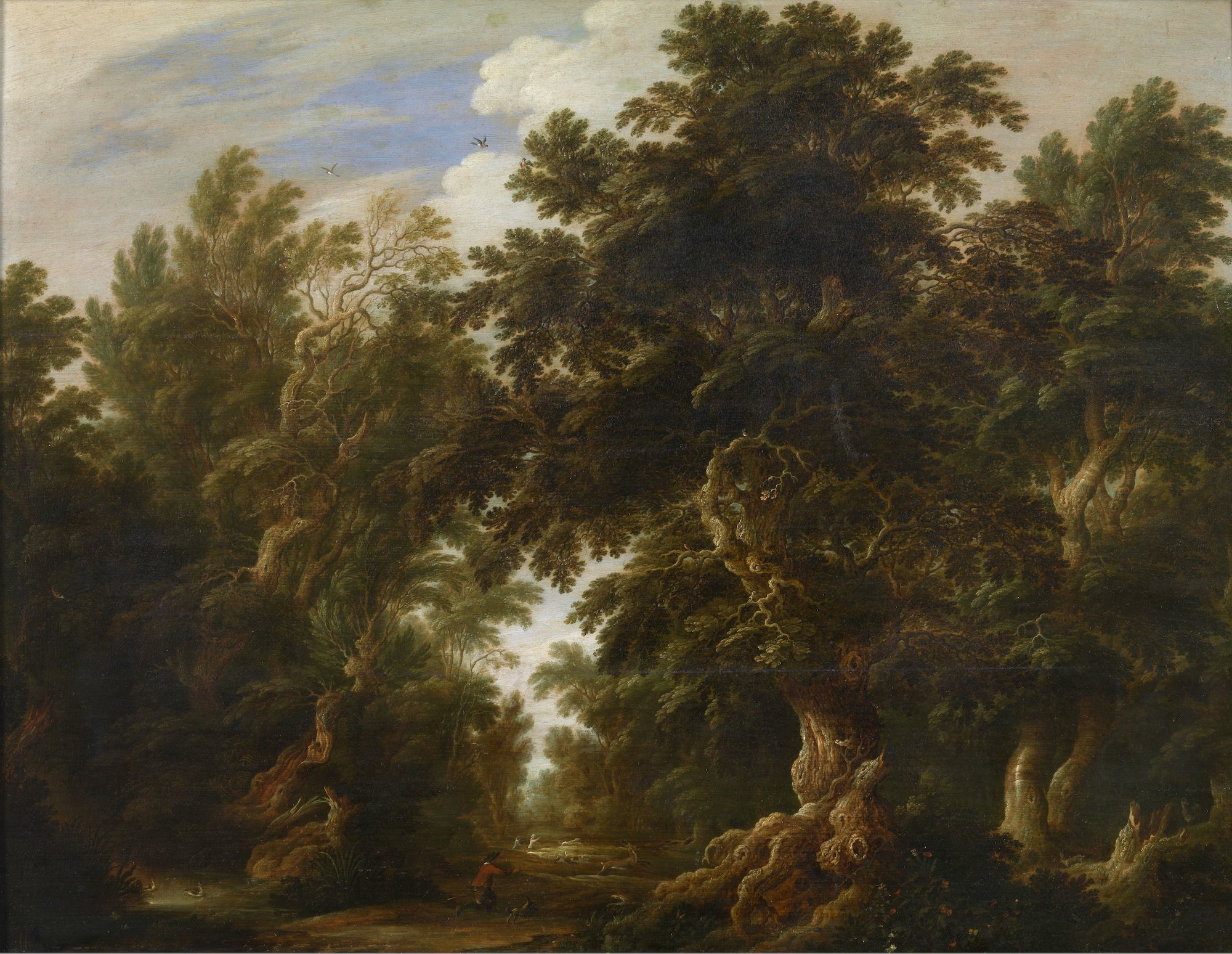
Paisaje con la caza del ciervo, óleo sobre tela, 68 x 90 cm, Amberes, Koninklijk Museum voor Schone Kunsten Antwerpen.

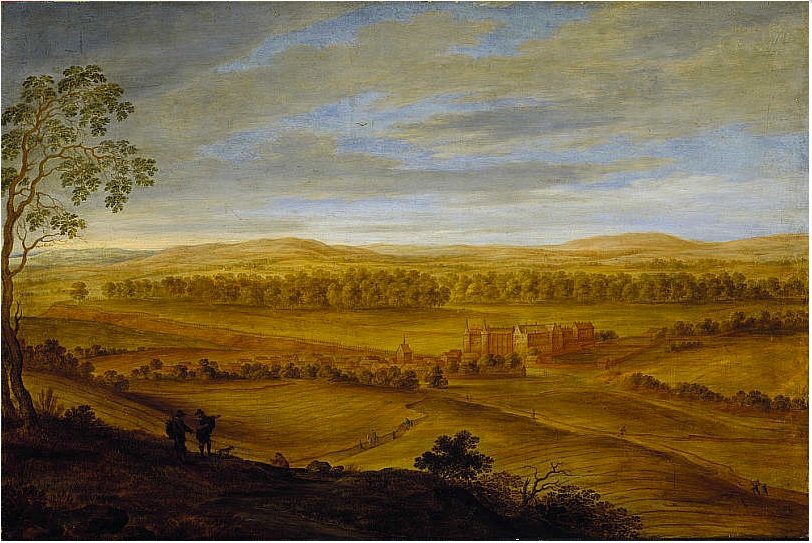
Falkland Palace, óleo sobre tabla, 45,6 x 68,6 cm, Edimburgo, National Galleries of Scotland.

Alexander Keirincx  (también escrito Keerincx, Kierings ) (Amberes 1600-Ámsterdam, 1652), fue un pintor barroco flamenco especializado en la pintura de paisajes boscosos e invernales. 
Discípulo de Abraham Govaerts, se inscribió como miembro del Gremio de San Lucas en 1619. En 1624 se le cita como maestro de Artus Verhoeven. Pasó luego a Utrecht y Ámsterdam, donde se le documenta ya en 1629 y hasta 1636, cuando pasó a Inglaterra. Aquí trabajó como pintor de la corte de Carlos I, para quien pintó algunas vistas de los castillos y palacios reales de Inglaterra y Escocia. En 1641 regresó a Ámsterdam, donde colaboró con Cornelis van Poelenburgh y consta que falleció poco antes del 7 de octubre de 1652.
El aprendizaje con Govaerts se advierte en sus primeras obras fechadas, en torno a 1620, por la detallada descripción del follaje y las hileras de árboles en primer término enmarcando artificialmente el paisaje con resonancias del esquema de tres colores. Sin embargo, avanzada la década de 1620, y sobre todo tras establecerse en Holanda, sus paisajes se irán haciendo progresivamente más atmosféricos y abarcarán amplias panorámicas profundizando en la meticulosa reproducción de la naturaleza, para lo que hubo de partir de estudios previos de detalle a fin de superar antiguos estereotipos.